# 44117 Haroldlarson
44117 Haroldlarson è un asteroide della fascia principale. Scoperto nel 1998, presenta un'orbita caratterizzata da un semiasse maggiore pari a 2,3587210 UA e da un'eccentricità di 0,0707356, inclinata di 3,87871° rispetto all'eclittica.